# Francia en los Juegos Olímpicos de Lillehammer 1994
Francia estuvo representada en los Juegos Olímpicos de Lillehammer 1994 por un total de 98 deportistas que compitieron en 10 deportes.  
La portadora de la bandera en la ceremonia de apertura fue la biatleta Anne Briand.

## Medallistas
El equipo olímpico francés obtuvo las siguientes medallas:
| Nombre                                                              | Deporte            | Competición  |
| ------------------------------------------------------------------- | ------------------ | ------------ |
| Oro                                                                 |                    |              |
| —                                                                   |                    |              |
| Plata                                                               |                    |              |
| Anne Briand                                                         | Biatlón            | 15 km F      |
| Bronce                                                              |                    |              |
| Anne Briand Véronique Claudel Delphyne Heymann Corinne Niogret      | Biatlón            | 3 × 7,5 km F |
| Patrice Bailly-Salins Thierry Dusserre Hervé Flandin Lionel Laurent | Biatlón            | 4 × 7,5 km M |
| Edgar Grospiron                                                     | Esquí acrobático   | Baches M     |
| Philippe Candeloro                                                  | Patinaje artístico | Individual M |